# 授乳服
授乳服（じゅにゅうふく、Breastfeeding Clothes）は、母親（あるいは乳母など）が乳児に授乳のをする際に利便であるように作られた衣服のこと。これを着用していなくても授乳は可能だが、頻回授乳や乳児同伴での外出の際には着用していたほうが授乳が容易である。

## デザイン
授乳中に第三者から乳房が見えないように作られ、人前でも授乳できるようなデザインのものもあれば、胸部や側部にジッパーがあるだけで授乳中に衣服がはだけてしまうため、授乳室の使用や授乳ケープの併用をしないと授乳ができないものもある。またマタニティウェアを兼用した授乳服もある。